# Rajd Meksyku 2006
Rezultaty Rajdu Meksyku, eliminacji Rajdowych Mistrzostw Świata, w 2006 roku, który odbył się w dniach 3 – 5 marca:

## Klasyfikacja ostateczna
| Msc.    | Kierowca           | Pilot              | Samochód                       | Czas      | Strata   | Grupa | Punkty |
| ------- | ------------------ | ------------------ | ------------------------------ | --------- | -------- | ----- | ------ |
| 1.      | Sébastien Loeb     | Daniel Elena       | Citroën Xsara WRC              | 3:47:08.8 | 0.0      | A8 M  | 10     |
| 2.      | Petter Solberg     | Phil Mills         | Subaru Impreza WRC 2006        | 3:47:57.7 | 48.9     | A8 M  | 8      |
| 3.      | Manfred Stohl      | Ilka Minor         | Peugeot 307 WRC                | 3:51:47.9 | 4:39.1   | A8 M  | 6      |
| 4.      | Dani Sordo         | Marc Martí         | Citroën Xsara WRC              | 3:52:36.5 | 5:27.7   | A8    | 5      |
| 5.      | Henning Solberg    | Cato Menkerud      | Peugeot 307 WRC                | 3:59:44.2 | 12:35.4  | A8 M  | 4      |
| 6.      | Gareth MacHale     | Paul Nagle         | Ford Focus RS WRC 04           | 4:03:11.1 | 16:02.3  | A8    | 3      |
| 7.      | Chris Atkinson     | Glenn MacNeall     | Subaru Impreza WRC2006         | 4:07:48.3 | 20:39.5  | A8 M  | 2      |
| 8.      | Marcus Grönholm    | Timo Rautiainen    | Ford Focus RS WRC 06           | 4:08:53.0 | 21:44.2  | A8 M  | 1      |
|         |                    |                    |                                |           |          |       |        |
| 12.     | Luis Perez Companc | Jose Maria Volta   | Ford Focus RS WRC '04          | 4:16:03.3 | +28:54.5 | A8 M  |        |
| 13.     | Leszek Kuzaj       | Maciej Szczepaniak | Subaru Impreza STi N11         | 4:19:29,6 | 32:20,8  | N4    |        |
| 14.     | Mikko Hirvonen     | Jarmo Lehtinen     | Ford Focus RS WRC '06          | 4:23:18.9 | +36:10.1 | A8 M  |        |
| PWRC    |                    |                    |                                |           |          |       |        |
| 1.(9.)  | Toshi Arai         | Tony Sircombe      | Subaru Impreza WRX STI         | 4:09:43.4 | 0.0      | N4    | 10     |
| 2.(10.) | Nasser Al-Attiyah  | Chris Patterson    | Subaru Impreza WRX STI         | 4:10:32.3 | 48.9     | N4    | 8      |
| 3.(11.) | Mirco Baldacci     | Giovanni Agnese    | Mitsubishi Lancer Evolution IX | 4:15:32.6 | 5:49.2   | N4    | 6      |
| 4.(13.) | Leszek Kuzaj       | Maciej Szczepaniak | Subaru Impreza WRX STI         | 4:19:29.6 | 9:46.2   | N4    | 5      |
| 5.(15.) | Sergey Uspenski    | Dmitri Yeremeyev   | Subaru Impreza WRX STI         | 4:24:30.6 | 14:47.2  | N4    | 4      |
| 6.(17.) | Marcos Ligato      | Rubén García       | Mitsubishi Lancer Evolution IX | 4:32:38.1 | 22:54.7  | N4    | 3      |
| 7.(18.) | Štěpán Vojtěch     | Michal Ernst       | Mitsubishi Lancer Evo VIII     | 4:35:30.2 | 25:46.8  | N4    | 2      |
| 8.(21.) | Francisco Name     | Armando Zapata     | Mitsubishi Lancer Evo VII      | 4:56:54.7 | 47:11.3  | N4    | 1      |

1. ↑  Litera M przy oznaczeniu grupy do której należy samochód oznacza, iż tylko ci kierowcy zdobywali punkty dla swoich zespołów liczonych w klasyfikacji producentów na koniec sezonu.

## Nie ukończyli
- Xavier Pons  – wykluczony

## Zwycięzcy odcinków specjalnych
| Numer | Nazwa                 | Zwycięzca             |
| ----- | --------------------- | --------------------- |
| OS1   | Ibarrilla 1           | P. SOLBERG / P. MILLS |
| OS2   | Guanajuato 1          | P. SOLBERG / P. MILLS |
| OS3   | El Cubliete 1         | P. SOLBERG / P. MILLS |
| OS4   | Ibarrilla 2           | P. SOLBERG / P. MILLS |
| OS5   | Guanajuato 2          | S. LOEB / D. ELENA    |
| OS6   | El Cubliete 2         | S. LOEB / D. ELENA    |
| OS7   | Nextel Superspecial 1 | M. STOHL / I. MINOR   |
| OS8   | El Zauco 1            | S. LOEB / D. ELENA    |
| OS9   | Duarte 1              | P. SOLBERG / P. MILLS |
| OS10  | Derramadero 1         | S. LOEB / D. ELENA    |
| OS11  | El Zauco 2            | S. LOEB / D. ELENA    |
| OS12  | Duarte 2              | S. LOEB / D. ELENA    |
| OS13  | Derramadero 2         | S. LOEB / D. ELENA    |
| OS14  | Nextel Superspecial 2 | S. LOEB / D. ELENA    |
| OS15  | Leon                  | S. LOEB / D. ELENA    |
| OS16  | Silao                 | P. SOLBERG / P. MILLS |
| OS17  | Nextel Superspecial 3 | M. STOHL / I. MINOR   |

## Klasyfikacja po 3 rundach
Tabele przedstawiają tylko pięć pierwszych miejsc.

### Kierowcy
| Lp. | Kierowca          | Pkt |
| --- | ----------------- | --- |
| 1   | Sébastien Loeb    | 26  |
| 2   | Marcus Grönholm   | 21  |
| 3   | Manfred Stohl     | 11  |
| 4   | Petter Solberg    | 8   |
| 5   | Toni Gardemeister | 6   |

### Producenci
| Lp. | Producent                  | Pkt |
| --- | -------------------------- | --- |
| 1   | Kronos Total Citroën WRT   | 34  |
| 2   | BP Ford World Rally Team   | 26  |
| 3   | OMV Peugeot Norway         | 21  |
| 4   | Subaru World Rally Team    | 20  |
| 5   | Stobart VK Ford Rally Team | 9   |